# Federico Franco
Luis Federico Franco Gómez (Asunción, 24 luglio 1962) è un politico paraguaiano, presidente del Paraguay dal 22 giugno 2012, dopo la destituzione di Fernando Lugo a seguito di un impeachment, al 15 agosto 2013.

## Biografia
Nato ad Asuncion nel 1962, effettua gli studi primari in Repubblica Dominicana. Completa la scuola secondaria nel Collegio apostolico San Jose, ad Asuncion. Infine, si laurea in chirurgia nel 1986 e si specializza in medicina interna.
Chirurgo di professione, cattolico, proviene da una nota famiglia di politici liberali di Asunción, inserita imprenditorialmente anche nell'ambito ospedaliero. Dopo una brillante carriera nel settore sanitario, passa alla politica.
Dal 2003 al 2008 è governatore del Dipartimento Central, con il partito liberale.
Nel 2008 diventa vicepresidente del paese, quando il suo partito decide di allearsi con Fernando Lugo, dandogli un sostegno chiave che permette all'Alianza Patriótica para el Cambio (Apc), la coalizione di Lugo, di raggiungere il 70 per cento dei voti. Dopo la vittoria elettorale, Franco e Lugo entrano in conflitto, anche per la scelta del presidente di dialogare con correnti del partito liberale estranee al suo partito. Ex alleato di Lugo, ne diventa quindi il principale avversario, accusandolo più volte di metterlo da parte, non consultarlo e non farlo partecipare alle riunioni di gabinetto.
A seguito di un impeachment, diventa presidente del Paraguay dal 22 giugno 2012, carica che mantiene fino al 15 agosto 2013, termine previsto del mandato di Lugo. Gli succede Horacio Cartes.
Nonostante la sua brevità e la buona situazione economica iniziale del Paraguay, la gestione presidenziale di Federico Franco è stata caratterizzata da un significativo aumento del deficit finanziario del paese. Dopo il suo allontanamento dal potere, il nuovo team governativo lo ha criticato per aver saccheggiato risorse statali attraverso un vasto sistema di corruzione e clientelismo organizzato intorno al Partito Liberale. L'ex presidente è stato successivamente denunciato da diversi suoi collaboratori politici (tra cui uno stesso condannato a 6 anni di carcere per corruzione) per appropriazione indebita di denaro pubblico effettuata su sua iniziativa. Dal 2008, anno in cui si è insediato nel governo, al suo pensionamento nel 2012, il suo patrimonio è aumentato di quasi il 750 %.